# Etheostoma asprigene
Etheostoma asprigene es una especie de peces de la familia Percidae en el orden de los Perciformes.

## Morfología
Los machos pueden llegar alcanzar los 7,1 cm de longitud total.

## Distribución geográfica
Se encuentran en Norteamérica: en la cuenca del río Misisipi  desde Wisconsin y Minnesota hasta el este de Texas y  Luisiana.